# 基海爾孔納

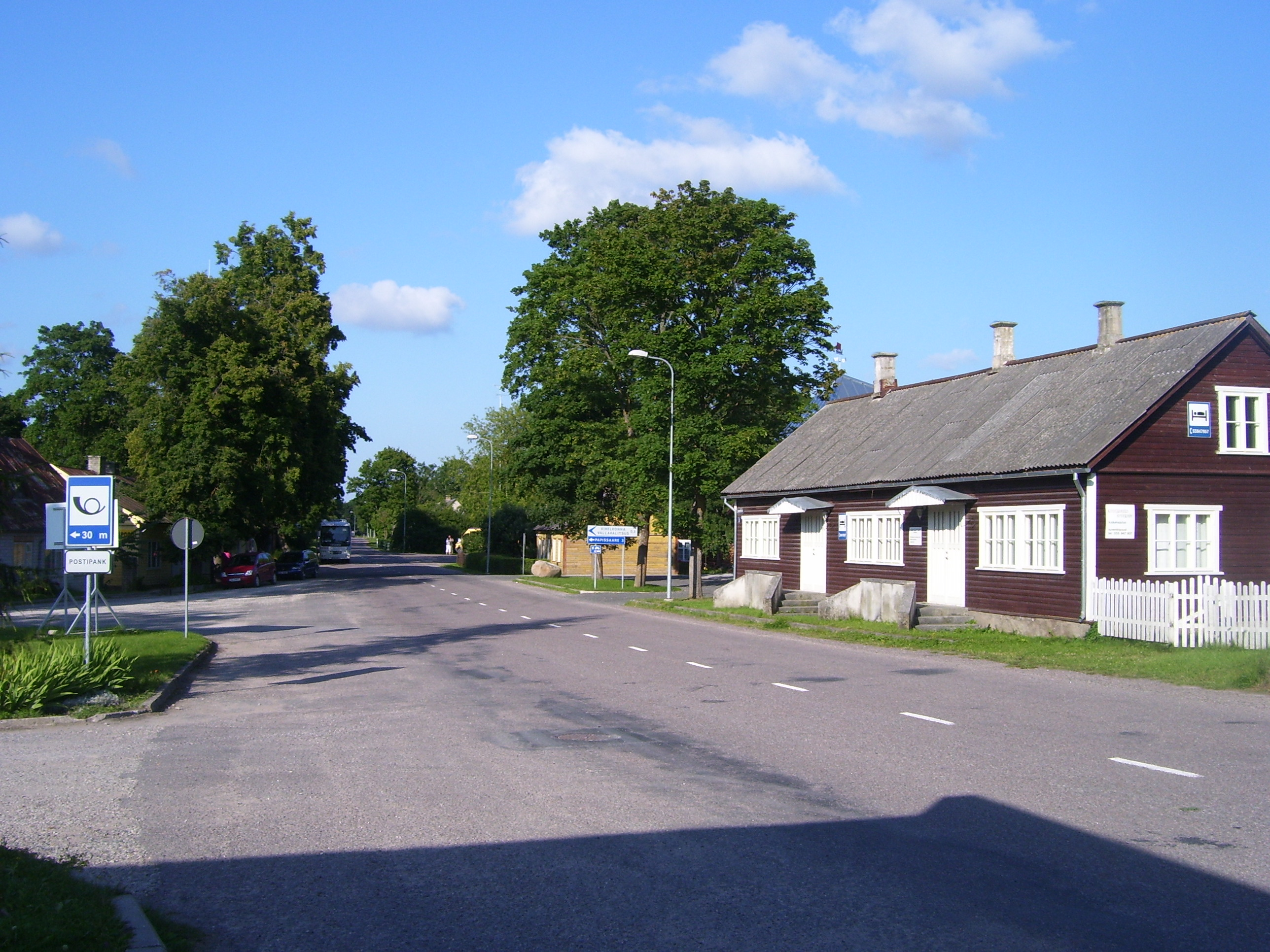
镇上街景

基海爾孔納，是愛沙尼亞薩雷縣萨雷马市镇的小鎮，位於該國西部，曾是原基海爾孔納市镇的行政中心，處於首都塔林西南面200公里，海拔高度23米，2012年該小鎮人口476。